# Coada rândunicii

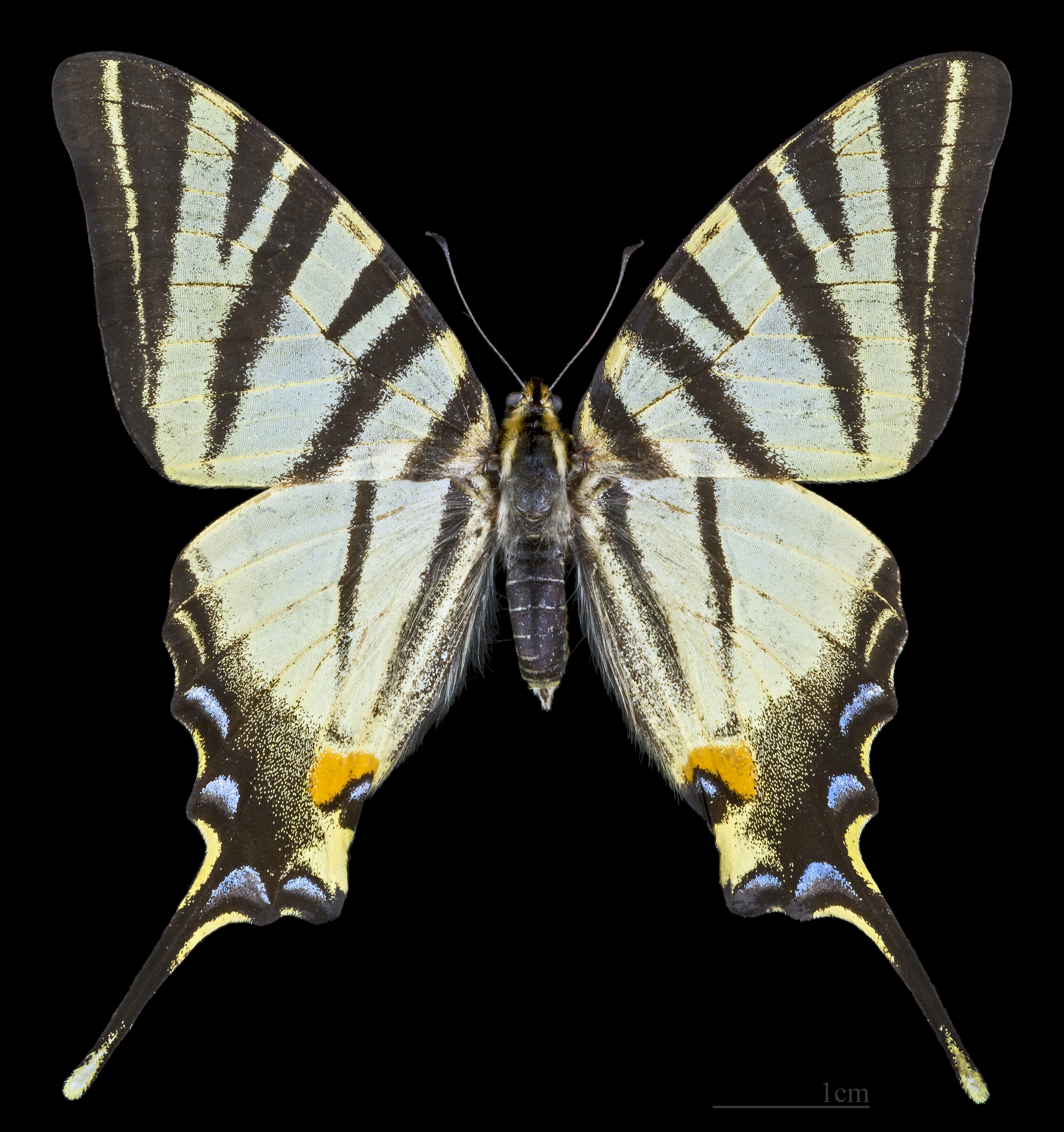
♂
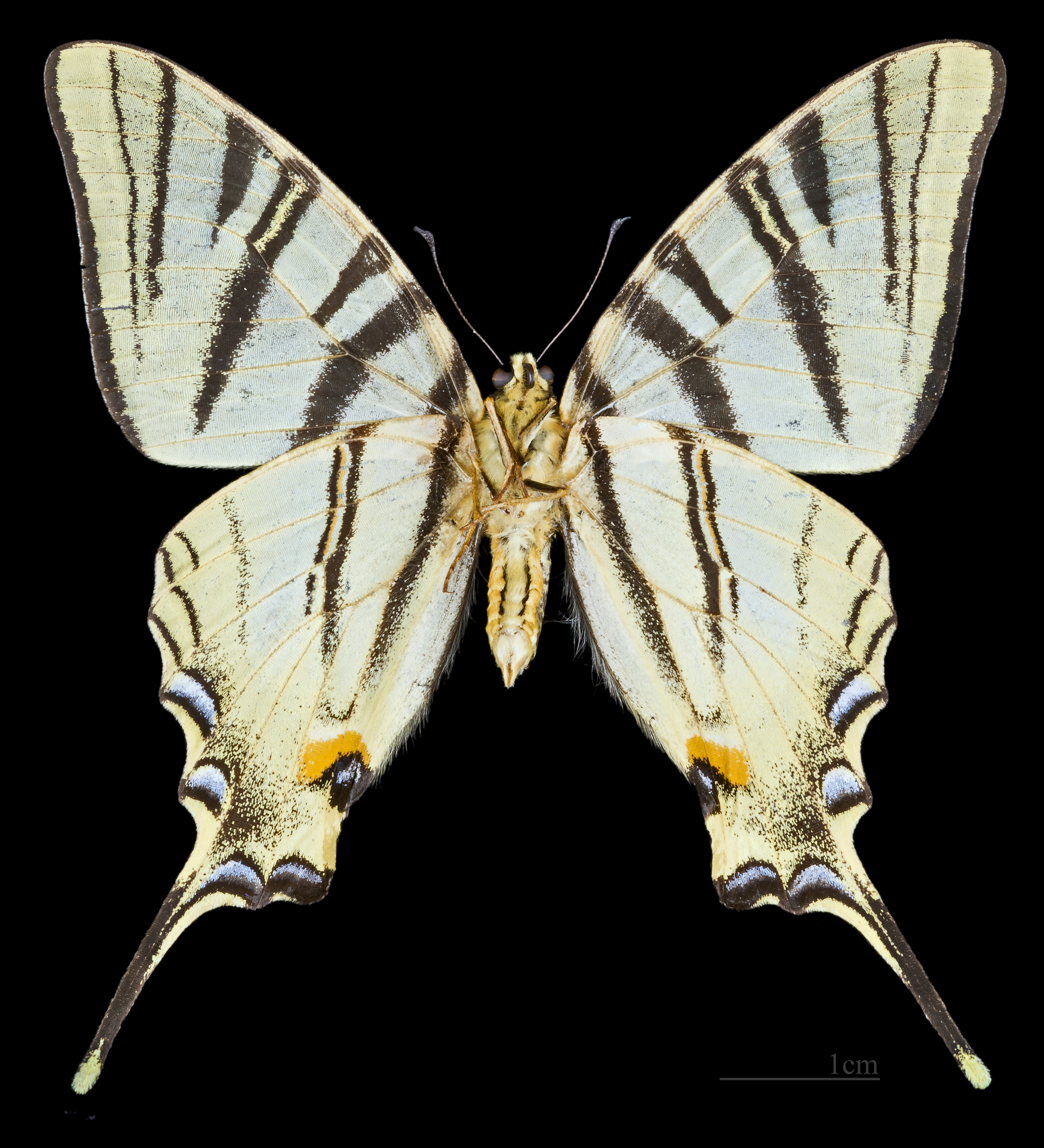
♂ △
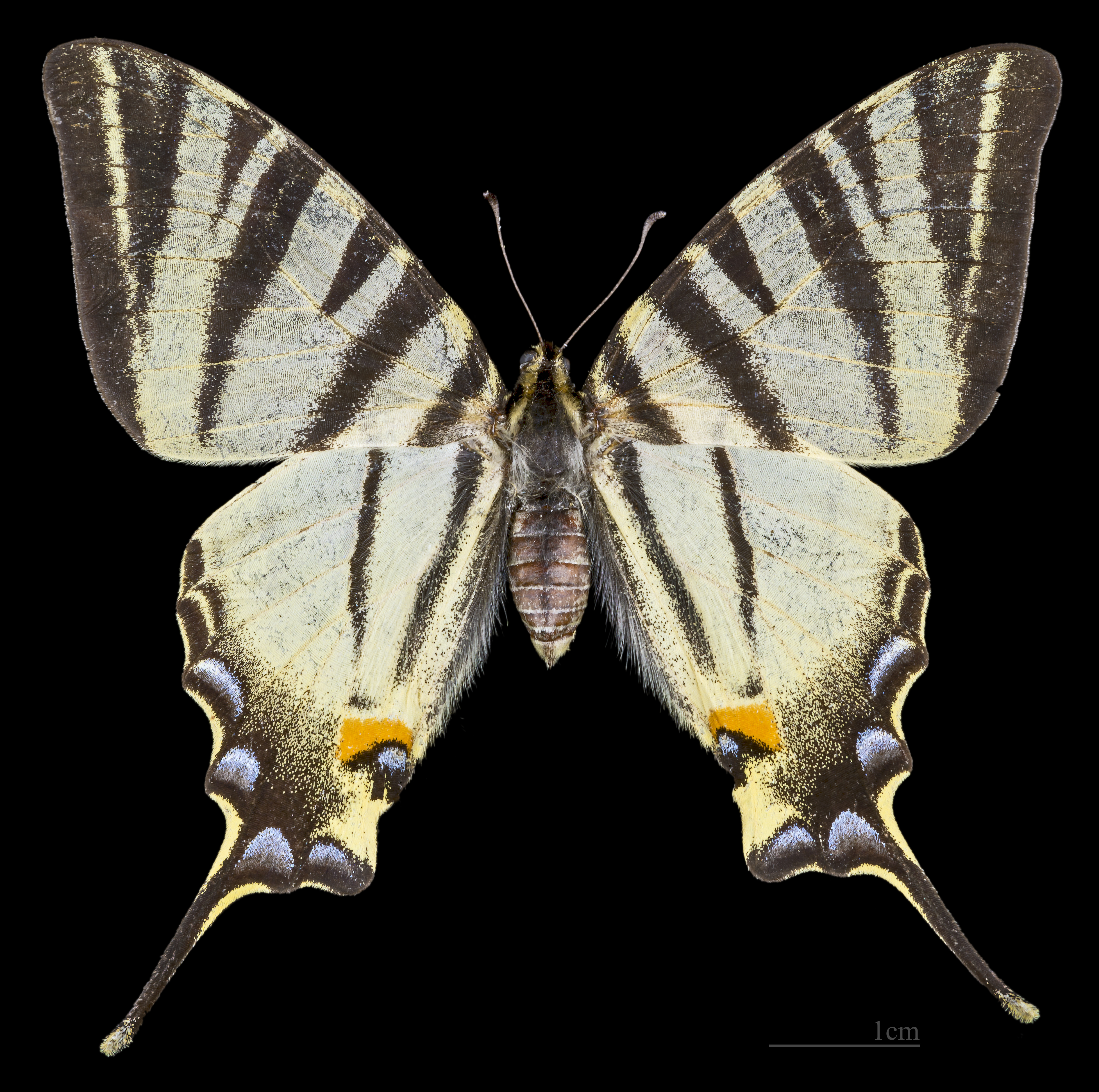
♀
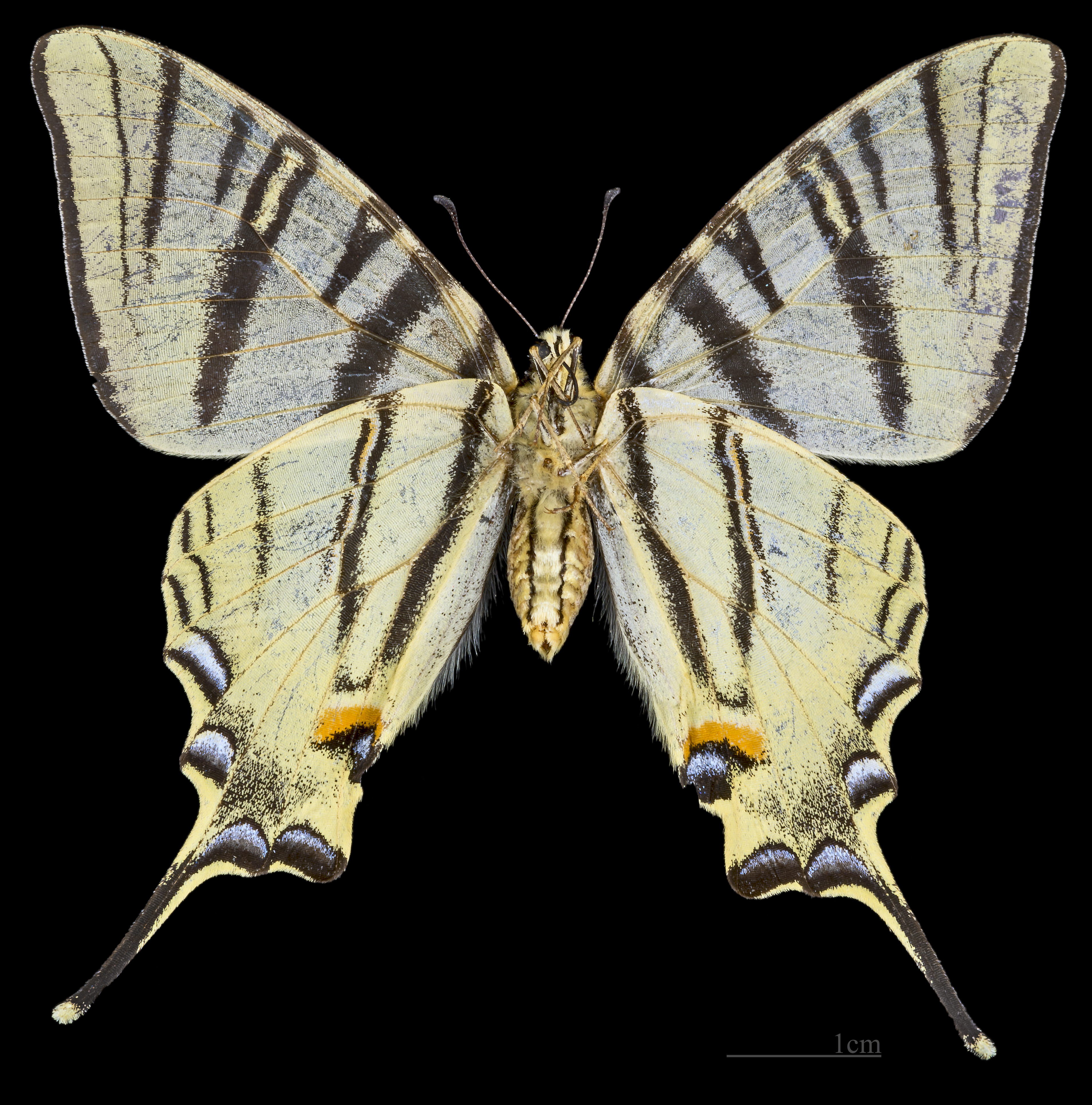
♀ △

Fluturele sabie (Iphiclides podalirius) este un fluture care poate fi găsit în grădini, pe pajiști și în zone de pădure.
Între mascul și femelă nu se observă mari deosebiri. Anvergura aripilor este cuprinsă între 6,4 și 7,6 cm. Poate fi întâlnit din aprilie până în august, și poate urca la o altitudine de 2000 m. Hibernează sub formă de crisalidă. Are o prelungire în formă de coadă pe aripile posterioare. Larva ei roade plante ierboase.